# N. T. Rama Rao
Nandamuri Taraka Rama Rao (28 de mayo de 1923 - 18 de enero de 1996), a menudo referido por sus iniciales NTR, fue un actor, cineasta y político indio que desempeñó el cargo de Ministro Principal de Andhra Pradesh durante siete años a lo largo de tres mandatos. Protagonizó más de 300 películas, predominantemente en cine telugu, y los medios de comunicación se refirieron a él como "Viswa Vikhyatha Nata Sarwa Bhouma" (Estrella universal de la actuación).
Rao recibió tres Premios Nacionales de Cine por coproducir Thodu Dongalu (1954) y Seetharama Kalyanam (1960) bajo el National Art Theatre de Madrás, y por dirigir Varakatnam (1970). Conocido por sus interpretaciones revolucionarias en Raju Peda (1954) y Lava Kusa (1963), Rao obtuvo el premio Nandi al mejor actor por Kodalu Diddina Kapuram en 1970 y el premio Inaugural Filmfare al mejor actor. – Telugu en 1972 para Badi Panthulu.

## Semblanza
Rao hizo su debut como actor en una película social telugu Mana Desam, dirigida por LV Prasad en 1949. Ganó popularidad en la década de 1950 cuando se hizo conocido por sus representaciones de deidades hindúes, especialmente Krishna, Karna y Rama, papeles que lo convirtieron en un "mesías de las masas" y una figura destacada en la historia del cine. Más tarde se hizo conocido por interpretar personajes antagónicos y héroes al estilo de Robin Hood en películas. NTR fue elegido "Mejor actor indio de todos los tiempos" en una encuesta nacional de CNN-IBN realizada en 2013 con motivo del Centenario del cine indio.
Protagonizó películas como Pathala Bhairavi (1951), la única película del sur de la India proyectada en el primer Festival Internacional de Cine de la India, Malliswari (1951), presentada en el Festival de Cine de Pekín, Beijing, China, los clásicos perdurables Mayabazar (1957) y Nartanasala (1963), presentados en el Festival de Cine Afroasiático que se llevó a cabo en Yakarta, Indonesia. Las cuatro películas se incluyeron en la lista de CNN-IBN de las "100 mejores películas indias de todos los tiempos". Coprodujo Ummadi Kutumbam, nominada por la Federación de Cine de la India como una de sus participaciones en el Festival de Cine de Moscú de 1968. Además de telugu, también ha actuado en algunas películas tamiles. Ampliamente reconocido por su interpretación de personajes mitológicos, Rao fue uno de los principales actores de método del cine indio.
Rao recibió el Padma Shri del Gobierno de la India en 1968, en reconocimiento a su contribución al cine indio. Después de su carrera en el cine, Rao entró en la política. Fundó el Partido Telugu Desam (TDP) en 1982 y cumplió tres mandatos tumultuosos como Ministro Principal de Andhra Pradesh entre 1983 y 1995. Era conocido como un defensor de la identidad cultural distintiva de Andhra Pradesh, distinguiéndola del antiguo estado de Madrás con el que a menudo se asociaba. A nivel nacional, jugó un papel decisivo en la formación del Frente Nacional, una coalición de partidos no pertenecientes al Congreso que gobernó la India desde 1989 hasta 1990.
Nandamuri Taraka Rama Rao nació en una familia agraria hindú el 28 de mayo de 1923 en Nimmakuru, un pequeño pueblo en Gudivada taluk del distrito de Krishna, que formaba parte de la antigua presidencia de Madrás en la India británica. Fue dado en adopción a su tío paterno porque su tío y su tía no tenían hijos. Primero fue educado por un maestro que venía de un pueblo cercano, a quien atribuiría su dominio del telugu, así como a su padre, un aspirante a actor y mecenas de las artes. Aunque normalmente se sacaba a los niños de la escuela después de completar su educación primaria, por ser el primer hijo varón de la familia, su padre lo envió a Vijayawada, donde continuó su educación, matriculándose en 1940 antes de estudiar en SRR & CVR College y en el Andhra Christian College en Guntur . En 1947, se unió a la Comisión de Servicio de Madrás como subregistrador en Prathipadu del distrito de Guntur, un trabajo muy codiciado que, sin embargo, renunció en tres semanas para dedicarse a la actuación. Desarrolló una voz de canto de barítono cuando era joven.
En mayo de 1943, a la edad de 20 años, mientras aún cursaba su Intermedio, Rao se casó con Basava Rama Tarakam, la hija de su tío materno. La pareja tuvo ocho hijos y cuatro hijas; a saber, Ramakrishna Sr. (fallecido), Jayakrishna, Purandeswari, Saikrishna (fallecido), Harikrishna (fallecido), Mohanakrishna, Balakrishna, Ramakrishna Jr., Jayashankarakrishna, Bhuvaneswari, Lokeswari y Umamaheswari (fallecido).
Su hijo mayor, Nandamuri Ramakrishna Sr., murió en 1962, poco después de que Rao completara el rodaje de la película Irugu Porugu. Rao fundó los estudios de cine Ramakrishna Studios en Nacharam en su memoria. Su tercer hijo, Nandamuri Saikrishna, propietario de un teatro, murió en 2004 tras complicaciones diabéticas. Su cuarto hijo, Nandamuri Harikrishna, quien murió en un accidente automovilístico el 29 de agosto de 2018, era un niño actor convertido en político elegido para Rajya Sabha, en representación del TDP. Los hijos de Harikrishna, Nandamuri Kalyan Ram y NT Rama Rao Jr., también son actores en el cine telugu. Su sexto hijo, Nandamuri Balakrishna, ha sido uno de los actores principales de Tollywood desde mediados de la década de 1980. También comenzó su carrera como artista infantil. Balakrishna participó en las elecciones a la asamblea de 2014 como candidato del TDP. Ganó el distrito electoral de la Asamblea de Hindupur. Su séptimo hijo, Nandamuri Ramakrishna Jr. es productor de cine.
La segunda hija de Rao, Daggubati Purandeswari, representó al Congreso Nacional Indio en el Lok Sabha y fue ministra de la Unión. Cambió su lealtad al Partido Bharatiya Janata.
Su hija menor, Uma Maheswari, fue encontrada muerta en su casa en Jubilee Hills de Hyderabad el 1 de agosto de 2022. Según la policía, su muerte parece ser un suicidio y no se encontró ninguna nota de suicidio.
Basava Tarakam murió de cáncer en 1985. En su memoria, Rao estableció el Basavatarakam Indo-American Cancer Hospital en Hyderabad en 1986. En 1993, se casó con Lakshmi Parvathi, una escritora telugu. Fue autora de su biografía en dos volúmenes, publicada en 2004. El primer volumen, Eduruleni Manishi (trad transl. Persona imparable ), recorre su infancia y su entrada en el cine. El segundo volumen, Telugu Tejam (trad transl. El resplandor del telugu ), trata de su carrera política.

## Carrera cinematográfica

Rao interpretando al personaje de Girisam en Kanyasulkam (1955)

Rama Rao comenzó su carrera cinematográfica con un papel de policía en Mana Desam (1949). A continuación, apareció en Palletoori Pilla (1950), dirigida por BA Subba Rao. Su primera película mitológica fue en 1957, donde interpretó al dios hindú Krishna en el éxito de taquilla Maya Bazaar. Interpretó a Krishna en 17 películas, incluidas algunas históricas como Sri Krishnarjuna Yudham (1962), la película tamil Karnan (1964) y Daana Veera Soora Karna (1977). También fue conocido por su interpretación del dios Rama, ensayando ese papel en películas como Lava Kusa (1963) y Sri Ramanjaneya Yuddham (1974), por nombrar algunas. También ha interpretado a otros personajes del Ramayana, como Ravana en Bhookailas (1958) y Seetharama Kalyanam (1961) entre otros. Interpretó al dios Vishnu en películas como Sri Venkateswara Mahatyam (1960) entre otras y al dios Shiva en Dakshayagnam (1962). También ha representado los papeles de personajes del Mahabharata, como Bheeshma, Arjuna, Karna y Duryodhana.

Nandamuri Taraka Ramarao en Pathala Bhairavi (1951)

Más adelante en su carrera, dejó de interpretar a un príncipe en sus películas comerciales y comenzó a interpretar papeles de un joven pobre pero heroico que lucha contra el sistema existente. Estas películas apelaron a los sentimientos del hombre común. Algunas de estas películas son Devudu Chesina Manushulu (1973), Adavi Ramudu (1977), Driver Ramudu (1979), Vetagadu (1979), Sardar Papa Rayudu (1980), Kondaveeti Simham (1981), Justice Chowdary (1982) y Bobbili Puli. (mil novecientos ochenta y dos). También interpretó papeles de fantasía, siendo su película más destacada en ese género Yamagola (1977).[cita requerida] Su película Lava Kusa, en la que interpretó a Rama, recaudó ₹ 1 crore en 1963. Dirigió y actuó en la película hagiográfica Srimadvirat Veerabrahmendra Swami Charitra (1984). También actuó en películas como Brahmashi Viswamitra (1991) y Major Chandrakanth (1993). Su última película fue Srinatha Kavi Sarvabhowmudu, una película biográfica sobre el poeta telugu Srinatha, que se estrenó en 1993.

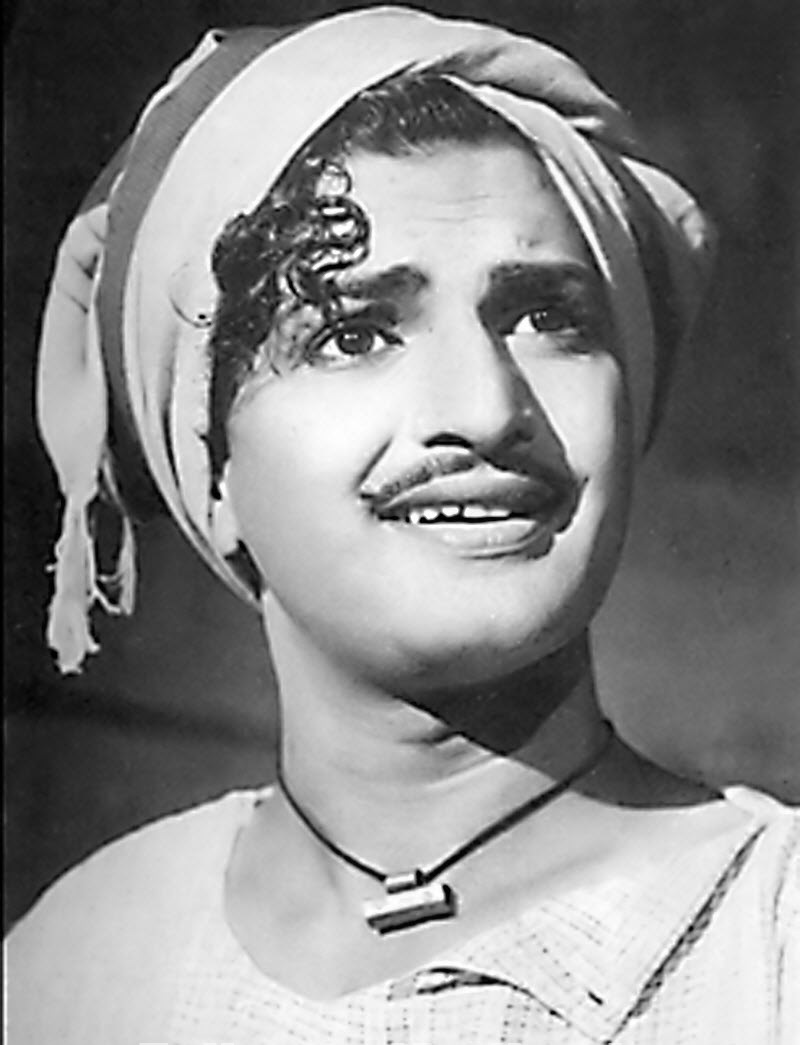
Un fotograma de NT Rama Rao de la película Daasi (1952)

En la última mitad de su carrera, Rao se convirtió en guionista. A pesar de no tener una formación formal en escritura de guiones, escribió varios guiones para sus propias películas y para otros productores. También produjo muchas de sus películas, así como las películas de otros actores a través de su productora de cine National Art Theatre Private Limited, Madras y más tarde Ramakrishna Studios, Hyderabad. Hizo una campaña activa para la construcción de una gran cantidad de cines a través de esta casa productora. Fue influyente en el diseño e implementación de un sistema financiero que financió la producción y distribución de películas. Estaba tan dedicado a su profesión que a menudo aprendía cosas nuevas para representar a un personaje en particular en la pantalla de manera perfecta y realista. A la edad de 40 años, aprendió danza de la reconocida bailarina kuchipudi Vempati Chinna Satyam para su papel en la película Nartanasala (1963).

## Carrera política
Naadendla Bhaskara Rao, un político veterano, se unió al Partido Telugu Desam (TDP) fundado por Rama Rao, el 29 de marzo de 1982 en Hyderabad. Dijo que esta decisión se basó en una necesidad histórica de librar a Andhra Pradesh del gobierno corrupto e inepto del Congreso Nacional Indio, que había gobernado el estado desde su formación en 1956 y cuyo liderazgo había cambiado al Ministro Principal cinco veces en cinco años.

### Primer mandato como Ministro Principal, 1983
En las elecciones, el TDP se alió con el partido Sanjaya Vichara Manch y decidió presentar candidatos educados que tuvieran un buen nombre en la sociedad.[cita requerida] y no se entregaban a la corrupción, que era un concepto político innovador en ese momento. Rao mismo decidió presentar su candidatura a partir de dos distritos electorales de la asamblea, Gudivada y Tirupati. Usó muchas formas innovadoras de hacer campaña, como ser el primer político en India en usar rath yatras para hacer campaña. Sin embargo, fue MGR quien inició la campaña de la furgoneta descapotable para las elecciones, ya que se consideró que puede abordar las presentaciones itinerantes como una alternativa a las reuniones gigantescas, que implican una gran cantidad de dinero y mano de obra. Para ello, utilizó una furgoneta Chevrolet modificada a la que se le dio el nombre de Chaitanya Ratham. En esto, Rao viajó por el estado de Andhra Pradesh, atravesando todos los distritos. Con su hijo Nandamuri Harikrishna, también actor de cine, conduciendo la camioneta, Rao recorrió más de 75.000 kilómetros durante su campaña, una vista distintiva con las banderas y pancartas amarillas del partido en la camioneta y Rao sentado en la parte superior del vehículo saludando a la multitud. Hizo campaña para restaurar la dignidad del pueblo telugu y abogó por formar un vínculo más estrecho entre el gobierno y la gente común, yendo a las elecciones con el lema, Telugu Vari Atma Gauravam (lit. el respeto propio de la gente telugu ).
En las elecciones de la Asamblea Legislativa de Andhra Pradesh de 1983, el TDP ganó por mayoría absoluta con 202 de los 294 escaños de la asamblea estatal, y el propio Rao ganó los dos escaños que disputó. Su alianza con Sanjaya Vichara Manch obtuvo 202 escaños. Rao prestó juramento como el décimo y primer ministro principal del estado fuera del Congreso el 9 de enero de 1983 con diez ministros del gabinete y cinco ministros de estado.

### Problemas de salud y destitución en 1984
El 15 de agosto de 1984, Rao fue destituido de su cargo por el entonces gobernador de Andhra Pradesh, Thakur Ram Lal, mientras Rao estaba en los EE. UU. para someterse a una cirugía a corazón abierto. Su ministro de Finanzas, Nadendla Bhaskara Rao, ex congresista, fue nombrado Ministro Principal por el gobernador Thakur Ram Lal. Bhaskar Rao supuestamente tenía el apoyo de la mayoría de los MLA del TDP, lo que nunca fue el caso.[cita requerida]

### Regreso al poder en 1984
Rama Rao regresó a la India inmediatamente después de su cirugía, cuestionó las afirmaciones de Bhaskara Rao y demostró su fuerza al traer a todos los MLA que lo apoyaban, que era la mayoría en la asamblea de 294 miembros, al Raj Bhavan (Oficina del Gobernador). Ramlal no cedió, como resultado de lo cual Rama Rao relanzó su campaña Chaitanya Ratham, esta vez haciendo campaña por la restauración de la democracia movilizando el apoyo de la gente y varios partidos políticos anti-Congreso en el país, incluido el Partido Janata (JP), el Partido Bharatiya Janata (BJP), el Frente de Izquierda, el Dravida Munnetra Kazhagam (DMK) y la Conferencia Nacional (NC). Durante la crisis de un mes, los MLA que apoyaban a Rama Rao fueron asegurados en un lugar secreto para evitar regateos. Esto se logró con el apoyo de Ramakrishna Hegde, Ministro Principal de Karnataka. Ramakrishna Hegde trasladó todos los MLA de TDP a un hotel económico, Das Prakash, en Mysuru (Mysore). Como el Congreso (I) era conocido por cazar furtivamente MLA regularmente y se consideró necesario. Esta fue la primera vez en la política india que los MLA se aseguraron en un lugar seguro contra la caza furtiva. Además, debido a la movilización de varios partidos políticos y del pueblo y debido a la prensa, la primera ministra Indira Gandhi destituyó de mala gana al gobernador Ramlal y nombró a un veterano del Congreso, Shankar Dayal Sharma, como gobernador de Andhra Pradesh para allanar el camino para restaurar Rao.

### Campaña en Tamil Nadu, 1984
En 1984, cuando el entonces Ministro Principal de Tamil Nadu y el actor MG Ramachandran (MGR) no pudieron hacer campaña en las elecciones de la asamblea estatal debido a que estaba hospitalizado en los EE. UU. NTR, que era un amigo cercano de MGR y RM Veerappan, que manejaba los asuntos del partido, hizo campaña para All India Anna Dravida Munnetra Kazhagam (AIADMK),[cita requerida] a pesar de que ese partido era un aliado del Congreso en ese momento. Como líder del Frente Nacional, hizo una campaña extensiva a favor de los partidos constituyentes cuando se enfrentaron a las elecciones, utilizando nuevamente su concepto de campaña Chaitanya Ratham.

### Elecciones generales, 1984

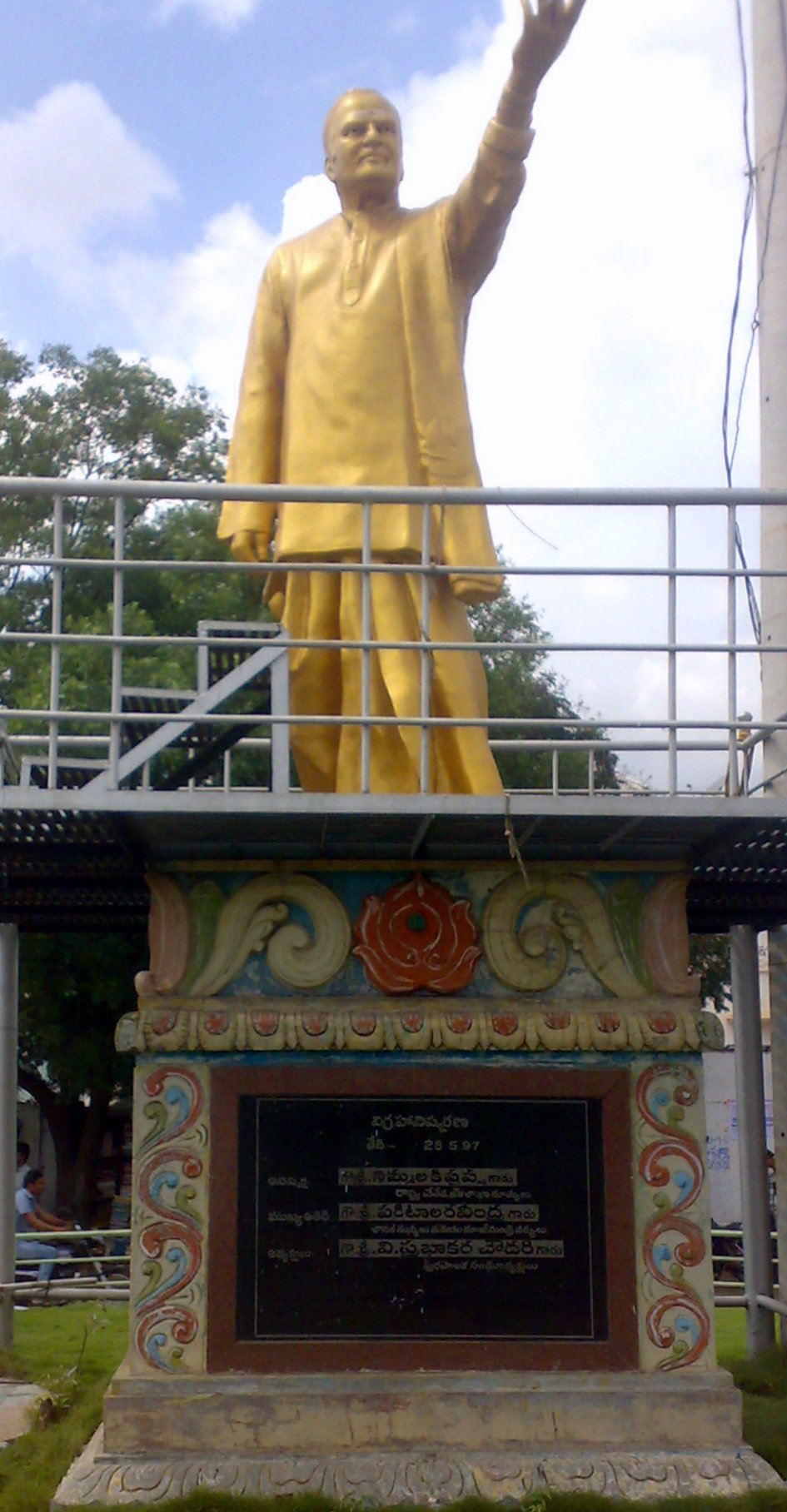
Estatua de Rao en Anantapur

Un mes después, Indira Gandhi fue asesinada y su hijo, Rajiv Gandhi, la sucedió como primera ministra. En las elecciones nacionales subsiguientes al Lok Sabha, el Congreso, aprovechando la ola de simpatía provocada por el asesinato de Gandhi, ganó de manera convincente en todo el país excepto en Andhra Pradesh, donde el TDP obtuvo una victoria aplastante. TDP se convirtió en el primer partido regional en servir como el principal partido de oposición en Lok Sabha.

### Segundo mandato como Ministro Principal, 1985
Mientras tanto, en el estado, Rao recomendó la disolución de la Asamblea y convocó nuevas elecciones para el año siguiente en el estado para garantizar que la gente tuviera una nueva opción para elegir a sus representantes. El TDP volvió a ganar con una mayoría masiva en esas elecciones, con Rao ganando con 3 escaños; Hindupur, Nalgonda y Gudivada, marcando así el comienzo de su segundo mandato como Ministro Principal. Los líderes principales del Congreso en el estado, incluidos los exministros principales Kasu Brahmananda Reddy y Kotla Vijaya Bhaskara Reddy, perdieron en sus distritos electorales de Narasaraopet y Kurnool respectivamente ante el TDP. Rao completó su mandato de cinco años como Ministro Principal.

### Líder de la oposición, 1989
Sin embargo, en las elecciones a la asamblea de diciembre de 1989, fue expulsado del poder debido a una ola de protestas contra la titularidad que se extendió por el estado, como resultado de lo cual el Congreso volvió al poder. Rao mismo perdió de Kalwakurthy por un estrecho margen al Congreso, pero retuvo el escaño de la asamblea de Hindupur. Durante este tiempo sufrió un leve derrame cerebral, por lo que no pudo hacer campaña, lo que, según algunos analistas políticos y partidarios del TDP, fue la razón de la pérdida del TDP.[cita requerida]

### Política nacional, 1989
Durante 1989, se estableció en la política nacional, formando una coalición de partidos no congresistas opuestos al Congreso conocida como Frente Nacional. Incluía partidos, además del TDP, como el Janata Dal, el DMK, el Asom Gana Parishad (AGP) y el Congreso Indio (Socialista). Esta alianza gobernó India entre 1989 y 1990 con el apoyo del Frente de Izquierda y el BJP. Mientras tanto, Rao asumió el cargo de líder de la oposición en el estado. Su gobierno del Frente Nacional en el centro dirigido por VP Singh estuvo a la vanguardia de la justicia social al implementar las disposiciones de la Comisión Mandal para proporcionar una reserva del 27% para otras clases atrasadas (OBC).[cita requerida]

### Tercer mandato como Ministro Principal, 1994
Rao volvió al poder por tercera y última vez en las elecciones a la asamblea estatal de diciembre de 1994 con su partido en alianza con el Frente de Izquierda. Esta alianza ganó 269 escaños en la Asamblea de 294 escaños, y solo el TDP ganó 226. El Congreso, que una vez más tuvo varios Ministros Principales en el estado durante su gobierno de cinco años entre 1989 y 1994, obtuvo solo 26 escaños. Rao volvió a competir desde Hindupur y ganó el escaño por tercera vez consecutiva, logrando un raro triplete de victorias del mismo distrito electoral. También ganó en otro distrito electoral de la asamblea, Tekkali. Chandra Babu Naidu encabezó una revuelta en el partido contra Rao, mostrando como motivo la interferencia de su segunda esposa, Lakshmi Parvathi, en la administración y eso lo llevó a convertirse en CM el 1 de septiembre de 1995 en sustitución de Rao.

## Premios y honores

### Honores civiles
| Año  | Premio     | Institución premiadora | Resultado | Referencia |
| ---- | ---------- | ---------------------- | --------- | ---------- |
| 1968 | Padma Shri | Gobierno de India      | Ganador   |            |

### Otros honores
| Año  | Premio              | Institución premiadora | Resultado | Referencia |
| ---- | ------------------- | ---------------------- | --------- | ---------- |
| 1978 | Doctorado honorario | Universidad de Andhra  | Ganador   |            |

### Premios Filmfare Sur
| Año  | Categoría            | Película     | Resultado | Referencia    |
| ---- | -------------------- | ------------ | --------- | ------------- |
| 1972 | Mejor actor - Telugu | Badi Pantulu | Ganador   | [ 61 ] [ 62 ] |

### Premios Nandi
| Año  | Categoría                   | Película     | Resultado | Referencia |
| ---- | --------------------------- | ------------ | --------- | ---------- |
| 1974 | Mejor escritor de historias | Tatamma Kala | Ganador   | [ 63 ]     |

### Premios Nacionales de Cine
| Año  | Categoría                                                                                   | Película           | Resultado | Referencia |
| ---- | ------------------------------------------------------------------------------------------- | ------------------ | --------- | ---------- |
| 1954 | Certificado al Mérito al Mejor Largometraje en Telugu (productor — Teatro Nacional de Arte) | Thodu Dongalu      | Ganador   | [ 4 ]      |
| 1960 | Certificado al Mérito al Mejor Largometraje en Telugu (productor — Teatro Nacional de Arte) | Sita Rama Kalyanam | Ganador   |            |
| 1968 | Premio Nacional de Cine a la Mejor Película en Telugu (director — Teatro Nacional de Arte)  | Varakatnam         | Ganador   | [ 64 ]     |

## Legado

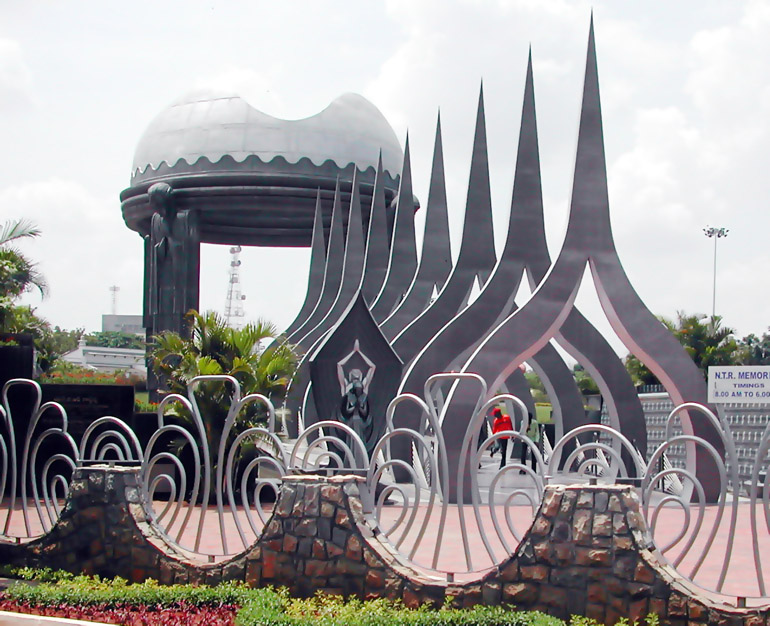
Monumento a Rao en NTR Gardens, Hyderabad

El Premio Nacional NTR es un premio nacional en honor a Rao. Fue instituido en 1996 por el Gobierno de Andhra Pradesh para reconocer a personalidades cinematográficas notables por sus logros y contribuciones a la industria cinematográfica india. El Premio Literario Nacional NTR fue instituido por NTR Vignan Trust, como un premio anual para reconocer a las personas por sus logros y contribuciones a la literatura india. Dr. NTR University of Health Sciences, Vijayawada fue establecida como Universidad de Ciencias de la Salud por el Gobierno de Andhra Pradesh y fue inaugurada el 9 de abril por NT Rama Rao, el entonces Ministro Principal de Andhra Pradesh en la ciudad de Vijayawada, Andhra Pradesh, India. . Comenzó a funcionar el 1 de noviembre de 1986.  Después de la muerte de Rama Rao, se decidió cambiar el nombre de la universidad en su honor, y esto se llevó a cabo el 2 de febrero de 1998.  La universidad celebró su jubileo de plata del 1 al 3 de noviembre de 2011.
Su vida y carrera como actor, y su vida posterior y su carrera política, se muestran en las películas NTR: Kathanayakudu y NTR: Mahanayakudu, respectivamente, con su hijo Nandamuri Balakrishna interpretando al personaje principal.  Su vida posterior después de la muerte de su esposa Nandamuri Basavatarakam y su matrimonio con Lakshmi Parvathi se muestra en la película Lakshmi's NTR de Ram Gopal Varma con P. Vijay Kumar interpretando su papel.

## carrera legislativa

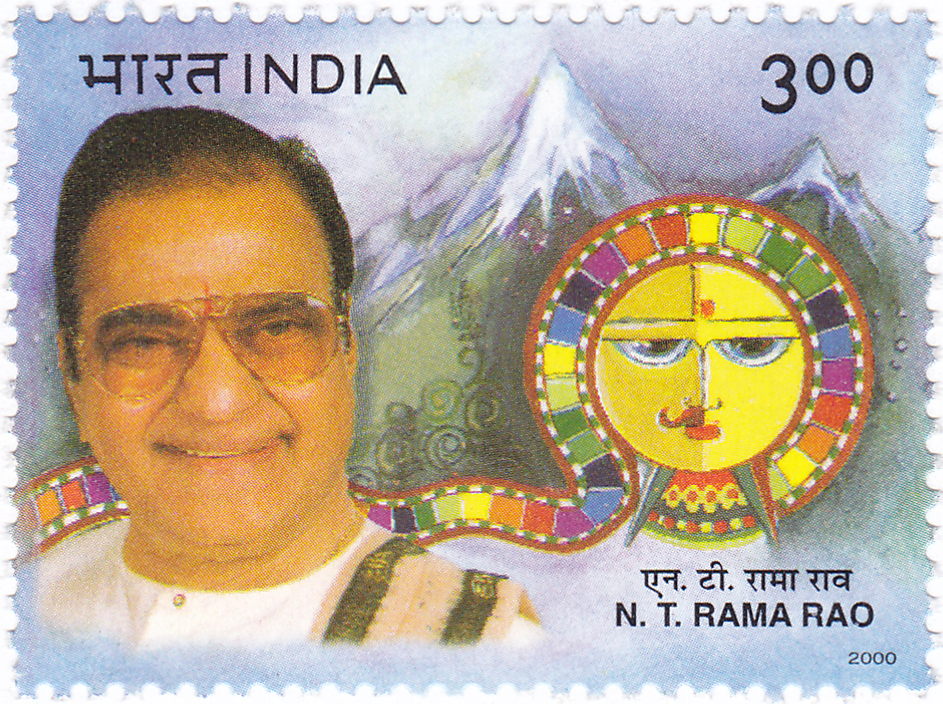
Rao en sello postal indio, 2000

### Como asambleísta
| Año  | elección legislativa | Distrito electoral | Resultado |
| ---- | -------------------- | ------------------ | --------- |
| 1983 | 7.ª Asamblea         | Gudivada           | Ganó      |
| 1983 | 7.ª Asamblea         | Tirupati           | Ganó      |
| 1985 | 8.ª Asamblea         | Gudivada           | Ganó      |
| 1985 | 8.ª Asamblea         | Hindupur           | Ganó      |
| 1985 | 8.ª Asamblea         | Nalgonda           | Ganó      |
| 1989 | 9.ª Asamblea         | Hindupur           | Ganó      |
| 1989 | 9.ª Asamblea         | Kalwakurthy        | Perdió    |
| 1994 | 10.ª Asamblea        | Hindupur           | Ganó      |
| 1994 | 10.ª Asamblea        | Tekkali            | Ganó      |

## Muerte
Rao murió de un infarto el 18 de enero de 1996 en su residencia de Hyderabad, a los 72 años. Fue incinerado y sus cenizas sumergidas en la localidad Srirangapatna por su segunda esposa, Lakshmi Parvathi, ocho años después, en mayo de 2004.